# Долгорукова, Мария Михайловна
Графиня Мария Михайловна Берг, урождённая княжна Долгорукова, в первом браке княгиня Мещерская (11 (23) апреля 1849, Москва — 12 февраля 1907, Париж) — фрейлина, младшая сестра морганатической супруги императора Александра II, княгини Екатерины Юрьевской.

## Биография
Дочь гвардейского капитана князя Михаила Михайловича Долгорукова (1816—1871) от брака его с Верой Гавриловной Вишневской (1820—1866). По отцу была потомком князя А. Г. Долгорукова, известного своей близостью к Петру II, и адмирала Осипа Дерибаса, основателя города Одессы. По матери — полковника Вишневского, привезшего из Малороссии в Петербург пастуха Алёшу Разума, ставшего фаворитом императрицы Елизаветы Петровны.
Детские годы провела в богатом родительском имении Тепловка под Полтавой. Много тратя и мало занимаясь своими делами, князь Михаил Долгоруков разорился и не оставил своим детям состояния. После пожара в имении, по ходатайству княгини Веры Долгоруковой её дочери, Екатерина и Мария, были отправлены в Петербург в Смольный институт. Юные княжны Долгоруковы с самого начала выделялись своей внешностью среди воспитанниц, и Александр II уделял им особое внимание.
С 1865 года Александр II стал тайно встречаться с княжной Екатериной. Не окончив курса, по настоянию императора она покинула Смольный институт и переехала жить на квартиру к матери, а после её смерти поселилась у брата Михаила. Её младшая сестра Мария, всё ещё оставалась в Смольном и проводила у брата свои каникулы. С самого начала она была невольной посредницей в романе своей сестры с императором, привозя ей из института письма от императора, которые он оставлял для своей возлюбленной при посещении Смольного.

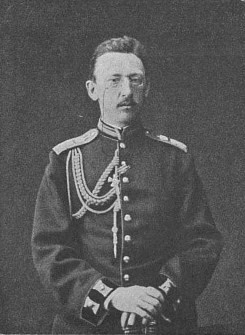
Эммануил Мещерский

По отзывам современников, княжна Мария была очень красивой девушкой, яркой блондинкой с нежно-белым цветом кожи и пышными формами. Император опекал её в последнее время её пребывания в Смольном институте и несколько раз, как бы случайно, встречался с ней в Летнем саду. Узнав об этих встречах, не в силах совладать с ревностью, княжна Екатерина добилась согласия императора на удаление сестры (по выходе её из института) на три года в Киев, где та жила у брата, князя Василия. Вернувшись в Петербург, Мария снова сблизилась с сестрой. Желая устроить её будущее, Александр II предложил молодому офицеру князю Леониду Вяземскому жениться на Марии, но получил отказ, из-за чего Вяземский попал в немилость.  

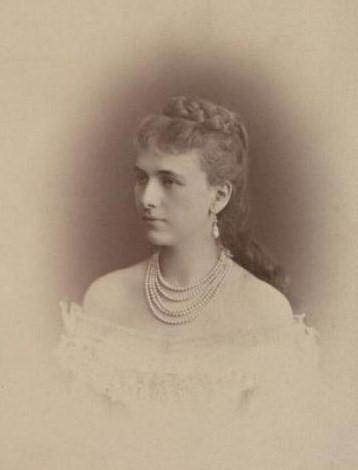
Мария Мещерская (1870-е)

1 января 1870 года была пожалована во фрейлины и вскоре стала женой князя Эммануила Николаевича Мещерского (1832—1877). Венчание было 29 апреля 1870 года в Брюсселе, поручителями по жениху были князь Н. А. Орлов, князь В. Долгоруков и князь Н. И. Трубецкой. Император покровительствовал их союзу и подарил молодым на свадьбу миллион рублей.
Получив в 1870 году назначение состоять военным агентом в Пруссии, Мещерский несколько лет жил с женой за границей. Видевший супругов во Франции в 1875 году А. И. Дельвиг, вспоминал как завтракал у князя Орлова с красавицей княгиней Мещерской, сестрой известной, но далеко не столь красивой, княжны Долгоруковой, и её мужем. «Этот Мещерский», — писал мемуарист, — «воспитывался за границей и говорил дурно по-русски с весьма заметным акцентом». В обществе он имел репутацию хорошего рассказчика, храброго офицера и носил прозвище «Пале-Рояль». Но супруги не были счастливы в браке, главным образом из-за пристрастия князя к картам. Целыми днями он просиживал в Яхт-клубе и однажды за один вечер проиграл 600 тысяч рублей. С началом русско-турецкой войны, полковник Мещерский был назначен командиром 1-й батареи 14-й артиллерийской бригады. В сентябре 1877 года при обороне Шипки он был убит пулей в сердце. Тело его было перевезено на родину и погребено в Александро-Невской лавре. В 1879 году в Болгарии князю Мещерскому было поставлено два памятника.

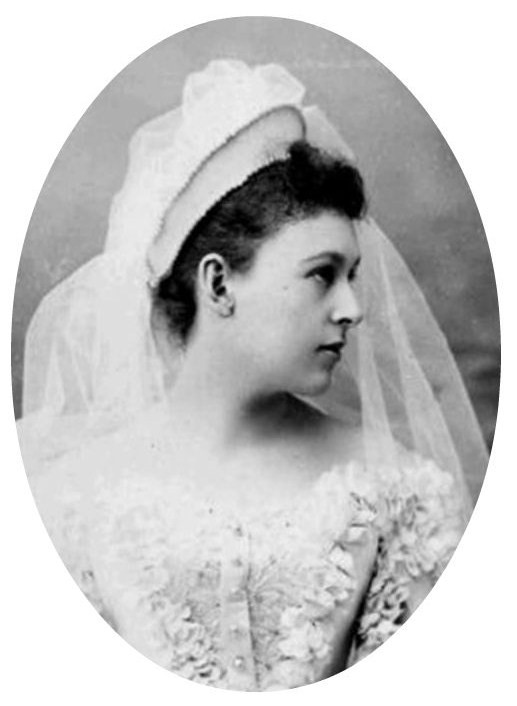
Леонилла, дочь

После смерти мужа Мария Михайловна жила с дочерью Леониллой (1871—1967) в Петербурге в своем роскошном особняке на Английской наб., 46, где занимала покои второго этажа, а остальные сдавала внаём; лето она проводила в Царском Селе. По словам современника, «акции княгини Мещерской сильно поднялись» после брака её сестры с императором в 1880 году. К ней сватался князь Д. И. Святополк-Мирский и она была не прочь принять предложение, но решила спросить разрешение у императора. Узнав об этом князь М. Т. Лорис-Меликов, враждовавший с Мирским с давних пор, помешал и добился отказа.

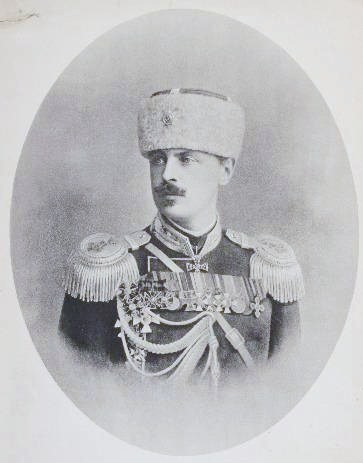
Граф Георгий Берг

16 апреля 1882 года, в Выборге, Мария Михайловна вышла замуж за графа Георгия Густавовича Берга (1849—1920), племянника и наследника генерал-фельдмаршала Ф. Ф. Берга. Во втором браке она была счастлива и имела двоих сыновей, Георгия (1883—1884) и Бориса (1884—1956; пожалованного в 1915 году Николаем II в камергеры).
По словам родственницы, всю жизнь графиня фон Берг была предметом ревности со стороны сестры. Но всё же после её кончины от малокровия в Париже в 1907 году Екатерина телеграфировала брату Анатолию: «Мария скончалась — безумно скорблю». Мария Берг была похоронена на Русском кладбище в Ницце, где над её могилой овдовевший граф Берг воздвиг скромный памятник. В 1922 году рядом с ней была похоронена её сестра Екатерина.